# Liste der Kulturdenkmäler in Niederheimbach
In der Liste der Kulturdenkmäler in Niederheimbach sind alle Kulturdenkmäler der rheinland-pfälzischen Ortsgemeinde Niederheimbach aufgeführt. Grundlage ist die Denkmalliste des Landes Rheinland-Pfalz (Stand: 3. April 2024).

## Denkmalzonen
| Bezeichnung              | Lage                                                                | Baujahr                                          | Beschreibung | Bild                           |
| ------------------------ | ------------------------------------------------------------------- | ------------------------------------------------ | --- | ------------------------------ |
| Denkmalzone Heimburg     | Aufm Schloss Lage                                                   | 1295                                             | ortsbildbeherrschende, im Kern spätmittelalterliche Vierseitanlage, unter Erzbischof Gerhard II. von Eppstein 1295 begonnen, 1305 wohl weitgehend vollendet, im 15. Jahrhundert verstärkt, 1618/1648 und 1688/1697 zerstört, 1866 bis 1868 durch Rittergutsbesitzer Freiherr von Wackenbarth wiederaufgebaut; Umfassungsmauern der gotischen Kernanlage auf drei Seiten mit zwei Rundtürmen erhalten; neugotischer Ausbau mit zwei L-förmig zusammengestellten Bruchsteinbauten, Ausstattung; Burggärtnerei, geschlossene neugotische Baugruppe, 1924–1927; Steinfiguren des ehemaligen „Märchenhains“, 1926 ff. von Bildhauer Ernst Heilmann; Heiligenhäuschen von 1881; im Burgfelsen Galerie mit in den Berg getriebenem Stollen | weitere Bilder Fotos hochladen |
| Denkmalzone Ortskern     | Hinterbach 1–22, Rheinstraße 46–75 Lage                             | zweite Hälfte des 17. bis frühes 20. Jahrhundert | langgezogene, weitgehend geschlossene Häuserabwicklung, im Wesentlichen aus der zweiten Hälfte des 17. bis in das frühe 20. Jahrhundert, überwiegend zwei- oder dreigeschossige Fachwerkbauten sowie ehemaliges Schulhaus (1830), ehemaliges katholisches Pfarrhaus (1874) und katholische Pfarrkirche | weitere Bilder Fotos hochladen |
| Denkmalzone Burg Sooneck | südlich des Ortes an der Gemarkungsgrenze mit Trechtingshausen Lage | 11. Jahrhundert                                  | Hangburg, im 11. Jahrhundert (?) gegründet, 1282 zerstört, nach 1349 wieder aufgebaut, 1689 niedergebrannt; Hauptburg mit Bergfried und Palas im Wesentlichen wohl aus dem 14. Jahrhundert, Vorburg überwiegend vom Wiederaufbau 1843–1864 durch Festungsbaumeister Carl Schnitzler, Koblenz, Kastellanhaus 1843–1846, Anbau 1913; Terrassengärten, Serpentinenweg auf Bastionsanlagen des 17. Jahrhunderts, Ausbau des Talturms 1853–1856 | weitere Bilder Fotos hochladen |

## Einzeldenkmäler
| Bezeichnung                               | Lage                                                          | Baujahr                                     | Beschreibung | Bild                           |
| ----------------------------------------- | ------------------------------------------------------------- | ------------------------------------------- | --- | ------------------------------ |
| Ortsbefestigung                           | Hinterbach 3, 4, 5 und 13, 19, 20 und 22, Rheinstraße 67 Lage | um 1300                                     | Überreste der in das Verteidigungssystem der Burg eingebundenen Ortsbefestigung mit zinnenbekröntem Wehrgang, Torbogen, um 1300 (?) | Fotos hochladen                |
| Wegekapelle                               | Heimbachtal, gegenüber Nr. 11 Lage                            | 1900/01                                     | neugotischer Klinkerbau, 1900/01 | Fotos hochladen                |
| Schulhaus                                 | Heimbachtal 32 Lage                                           | 1930/31                                     | ehemalige Volksschule; zweiflügeliger Walmdachbau, expressionistischen Motive, 1930/31; straßenbildprägend | Fotos hochladen                |
| Burgvilla                                 | Heimbachtal 51 Lage                                           | nach 1907                                   | ehemaliges Sommergästehaus der Heimburg; villenartiges Ensemble mit Landhauscharakter, nach 1907; straßenbildprägend | Fotos hochladen                |
| Spolie                                    | Hinterbach, an Nr. 4 Lage                                     | Mitte des 17. Jahrhunderts                  | frühbarockes Tonrelief, Mitte des 17. Jahrhunderts | Fotos hochladen                |
| Wegekapelle                               | Rheinstraße, bei Nr. 13 Lage                                  | um 1900                                     | neugotischer Backsteinbau, um 1900 | Fotos hochladen                |
| Spolie                                    | Rheinstraße, an Nr. 17 Lage                                   | 1588                                        | Schlussstein, bezeichnet 1588 | Fotos hochladen                |
| Wohnhaus                                  | Rheinstraße 29 Lage                                           | Ende des 17. Jahrhunderts                   | barockes Fachwerkdoppelhaus, teilweise verschiefert, Ende des 17. Jahrhunderts, Erweiterung wohl aus dem späten 18. oder frühen 19. Jahrhundert; barockes Wirtshausschild, bezeichnet 1698; Felsenkeller; straßenbildprägend | Fotos hochladen                |
| Gemeindehaus                              | Rheinstraße 48 Lage                                           | 1683                                        | ehemaliges Gasthaus „Rheinischer Hof“; zweiteiliger barocker Fachwerkbau, 1683 (?), Anbau bezeichnet 1771; ortsbildprägend | Fotos hochladen                |
| Wohnhaus                                  | Rheinstraße 50 Lage                                           | 18. Jahrhundert                             | barockes Fachwerkhaus, verputzt, wohl aus dem 18. Jahrhundert | Fotos hochladen                |
| Hochwassermarken                          | Rheinstraße, gegenüber Nr. 63 Lage                            | ab 1882                                     | Gusseisen, bezeichnet 1882, 1883, 1920, 1925–26, 1970, 1988, 1993, 1995 | weitere Bilder Fotos hochladen |
| Wohnhaus                                  | Rheinstraße 65 Lage                                           | 18. Jahrhundert                             | barockes Fachwerkhaus, teilweise massiv, verputzt, wohl aus dem 18. Jahrhundert; Fachwerk-Kelterhaus 19. Jahrhundert | Fotos hochladen                |
| Haustür                                   | Rheinstraße, an Nr. 67 Lage                                   | zweite Hälfte des 18. Jahrhunderts          | barockes Gewände, Rokokotürblatt, zweite Hälfte des 18. Jahrhunderts | Fotos hochladen                |
| Wohnhaus                                  | Rheinstraße 70 Lage                                           | 18. Jahrhundert                             | spätbarockes Fachwerkhaus, 18. Jahrhundert | Fotos hochladen                |
| Katholische Pfarrkirche Mariä Himmelfahrt | Rheinstraße 73 Lage                                           | ab dem zweiten Viertel des 13. Jahrhunderts | spätromanischer Turm aus dem zweiten Viertel des 13. Jahrhunderts, Spitzhelm 17. Jahrhundert; spätgotische ehemalige Sakristei, bezeichnet 1516; Chor 1750; barocke Seitenkapelle, 18. Jahrhundert; neugotische Basilika, 1915–21, Architekt Peter Marx, Trier; an der Kirche Kriegerdenkmal für die Gefallenen des Ersten Weltkrieges, gotisierende reliefierte Schauwand, 1923 vom Bildhauer Ernst Heilmann | weitere Bilder Fotos hochladen |
| Preußischer Ganzmeilenstein               | Rheinstraße, am südlichen Ortseingang Lage                    | 1818                                        | Obelisk mit seitlichen Ruhebänken und Prellsteinen, 1818 | Fotos hochladen                |
| Ruine der Liebfrauenkapelle               | nördlich des Ortes; Flur In der Suskirche Lage                |                                             | gotische Bruchsteingiebelwand; landschaftsbildprägend | BW                             |